# لي (سردينيا)
لي، (بالإنجليزية: Lei)‏، هي بلدية في مقاطعة نوورو، في إقليم سردينيا الإيطالي، وتقع على بعد حوالي 120 كم (75 ميل) شمال كالياري، وحوالي 35 كم (22 ميل) غرب نوورو. اعتبارا من 31 ديسمبر 2004، كان عدد سكانها 617 وتبلغ مساحتها 19.0 كيلومتر مربع (7.3 ميل مربع).

## السكان
في سنة 1861 بلغ عدد السكان 401 نسمة، وتطور العدد ليصل في سنة 2011 لـ 566 نسمة.
يظهر هذا المخطط البياني تطور النمو السكاني لـ لي (سردينيا)